# Charlie Baker
Charlie Baker (hay Charles Duane Baker Jr., sinh ngày 13 tháng 11 năm 1956), người Mỹ gốc Anh, là một doanh nhân và chính trị gia Hoa Kỳ. Ông hiện là Thống đốc thứ 72 của tiểu bang thịnh vượng chung Massachusetts kể từ ngày 08 tháng 1 năm 2015. Ông nguyên là quan chức nội các dưới thời hai Thống đốc tiểu bang Massachusetts và từng 10 năm làm Giám đốc điều hành của Harvard Pilgrim Health Care. Năm 1991, ông trở thành Phó Giám đốc Y tế và Dịch vụ Nhân sinh Massachusetts dưới thời Thống đốc William Weld, được bổ nhiệm làm Giám đốc Y tế và Dịch vụ Nhân sinh tiểu bang năm 1992. Sau đó, ông giữ chức Giám đốc Hành chính và Tài chính dưới thời Weld và người kế nhiệm của ông, Paul Cellucci. Sau khi làm việc trong chính phủ tám năm, ông từ chức và trở thành Giám đốc điều hành của Harvard Vanguard Medical Associates, và sau đó là Harvard Pilgrim Health Care, một công ty phi lợi nhuận về sức khỏe. Trong thời gian này, ông đã phục vụ ba năm với tư cách là Ủy viên Ủy ban điều hành thị trấn Swampscott, quận Essex, Massachusetts và được cân nhắc tranh cử Thống đốc Massachusetts vào năm 2006. Ông từ chức vào tháng 7 năm 2009 để tranh cử Thống đốc trên nền tảng của chủ nghĩa bảo thủ tài khóa và chủ nghĩa tự do văn hóa, đã thua trong cuộc tổng tuyển cử năm 2010 trước Thống đốc đương nhiêm Deval Patrick của Đảng Dân chủ.
Năm 2014, ông tranh cử lại chức vụ này và đánh bại sít sao ứng cử viên Đảng Dân chủ Martha Coakley. Năm 2018, ông đã tái đắc cử trước đối thủ Đảng Dân chủ Jay Gonzalez với 67% phiếu bầu, tỷ lệ phiếu bầu lớn nhất trong cuộc bầu cử Thống đốc ở Massachusetts kể từ năm 1994. Các cuộc thăm dò phi đảng phái liên tục đưa ông vào danh sách những Thống đốc được yêu thích nhất của quốc gia.
Charlie Baker là Đảng viên Đảng Cộng hòa, học vị Thạc sĩ Quản trị kinh doanh, là chính trị gia bảo thủ ôn hòa. Ông theo đuổi chính sách tự do trong xã hội, đồng ý với phe Dân chủ trong một số lĩnh vực; nhấn mạnh chính sách bảo thủ trong kinh tế và ngân sách. Ông từng phản đối, chỉ trích Tổng thống Donald Trump và là người chỉ huy chống dịch COVID-19 tại Massachusetts.

## Xuất thân và giáo dục
Charlie Baker sinh ngày 13 tháng 11 năm 1956, tại thành phố Elmira, New York, Hoa Kỳ, tên khai sinh là Charles Duane Baker Jr., có nguồn gốc người Mỹ gốc Anh, gia đình ông đã di cư sang Mỹ, sống ở vùng ngày nay là Đông Bắc Hoa Kỳ kể từ thời thuộc địa. Ông là thế hệ thứ tư trong gia đình mang tên Charles. Ông cố của ông là Charles D. Baker (1846 – 1934) là trợ lý Luật sư Hoa Kỳ tại New York, người đã phục vụ nhiều năm trong Hội đồng Lập pháp New York. Ông nội của ông là Charles D. Baker Jr. (1890 – 1971) là một chính trị gia nổi tiếng ở Newburyport, Massachusetts. Bố của ông là Charles Duane Baker (sinh năm 1928), tốt nghiệp Đại học Harvard, là chuyên gia của Tập đoàn Điện lực Westinghouse. Mẹ của ông là Alice Elizabeth "Betty" (nhũ danh Ghormley), là phụ nữ gia đình. Ông lớn lên với hai người em trai là Jonathan và Alex ở Needham, Massachusetts, trước khi chuyển đến Rockport. Thời niên thiếu, ông chơi bóng bầu dục, khúc côn cầu và bóng chày; ông đã mô tả thời thơ ấu của mình là rất là toàn Mỹ.

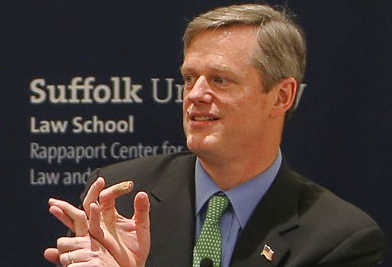
Charlie Baker năm 2014.

Trong gia đình, bố của Baker là một Đảng viên Cộng hòa bảo thủ và mẹ ông là một Đảng viên Dân chủ tự do; gia đình thường bị lôi kéo vào các cuộc tranh cãi chính trị. Năm 1965, bố ông trở thành Phó Chủ tịch của Harbridge House, một công ty tư vấn quản lý ở Boston. Năm 1969, gia đình Bakers chuyển đến Washington, DC, khi bố của ông được bổ nhiệm làm Thứ trưởng Bộ Giao thông Hoa Kỳ trong Chính quyền Nixon, trở thành trợ lý Giám đốc chính sách và các vấn đề quốc tế của bộ vào năm sau, và với cả hai vị trí phục vụ dưới quyền Bộ trưởng Giao thông và cựu Thống đốc Massachusetts John Volpe. Bố của ông cũng từng là Thứ trưởng Bộ Y tế và Dịch vụ Nhân sinh Hoa Kỳ trong Chính quyền Reagan dưới quyền Hạ nghị sĩ Hoa Kỳ Margaret Heckler.
Gia đình Baker trở lại Needham vào năm 1971, nơi Charlie Baker theo học tại Trường Trung học Needham. Thời đi học, ông phục vụ trong hội học sinh, chơi bóng rổ và tham gia hội huynh đệ DeMolay International. Ông tốt nghiệp Trường Trung học Needham năm 1975, cùng với Phil Murphy, người về sau là Thống đốc New Jersey. Sau đó, ông tiếp tục cùng Phil Murphy theo học tại Đại học Harvard và tốt nghiệp năm 1979 với bằng Cử nhân Nghệ thuật. Khi ở Harvard, ông chơi trong đội bóng rổ trong đội JV. Sau đó, ông theo học Trường Quản lý Kellogg của Đại học Northwestern, nhận bằng Thạc sĩ Quản trị kinh doanh. Sau khi tốt nghiệp, ông làm Giám đốc Truyền thông cho Hội đồng Công nghệ cao Massachusetts.

## Sự nghiệp

### Chính quyền tiểu bang
Vào cuối những năm 1980, Charlie Baker được mời làm Giám đốc điều hành Viện Tiên phong mới thành lập, một tổ chức tư tưởng theo chủ nghĩa tự do nghiên cứu chính sách có trụ sở tại Boston. Lovett C. "Pete" Peters, người sáng lập viện, sau đó đã tiến cử ông với Bill Weld, Thống đốc Massachusetts từ Đảng Cộng hòa. Weld nhậm chức vào tháng 1 năm 1991 và bổ nhiệm ông làm Phó Trưởng Y tế và Dịch vụ Nhân sinh tiểu bang. Trong việc cắt giảm các chương trình tiểu bang và các dịch vụ xã hội, ông đã gây ra tranh cãi ngay từ rất sớm. Tuy nhiên, một số quan chức chính phủ tiểu bang gọi ông là một nhà sáng tạo, một trong những ngôi sao lớn trong giới thư ký và các cơ quan. Ông được thăng chức Trưởng Y tế và Dịch vụ Nhân sinh vào tháng 11 năm 1992, sau đó được bổ nhiệm làm Giám đốc Hành chính và Tài chính, một vị trí mà ông tiếp tục giữ sau khi Weld từ chức năm 1997 và Paul Cellucci tiếp quản quyền Thống đốc. Vào giữa năm 1998, Cellucci đề nghị cho ông vào vị trí Phó Thống đốc cùng tranh cử, nhưng ông từ chối.
Với tư cách là Giám đốc Hành chính và Tài chính, Baker là kiến trúc sư chính của kế hoạch tài trợ Big Dig. Năm 1997, chính phủ liên bang đã có kế hoạch cắt giảm tài trợ cho Big Dig xuống 300 triệu USD mỗi năm. Nhà nước thiết lập một quỹ tín thác và bán trái phiếu GARVEE cho các nhà đầu tư. Các trái phiếu đã được bảo đảm bằng các quỹ đường cao tốc liên bang đầy hứa hẹn trong tương lai.

### Ngành y tế
Vào tháng 9 năm 1998, Charlie Baker rời chính quyền tiểu bang và trở thành Giám đốc điều hành của Hiệp hội Y khoa Harvard Vanguard, một nhóm bác sĩ có trụ sở tại New England. Vào tháng 5 năm 1999, ông được bổ nhiệm làm Chủ tịch và Giám đốc điều hành công ty mẹ Harvard Vanguard là Harvard Pilgrim Health Care, một tổ chức phi lợi nhuận về sức khỏe. Công ty đã lỗ 58 triệu USD vào năm 1998, và dự đoán sẽ mất hơn 90 triệu USD vào năm 1999. Baker đã phản ứng bằng cách cắt giảm 90 nhân lực, tăng phí bảo hiểm, thiết lập hợp đồng mới với các bác sĩ ở Massachusetts, đánh giá lại cấu trúc tài chính của công ty và thuê ngoài công nghệ thông tin của công ty. Trong nhiệm kỳ Giám đốc điều hành của mình, công ty đã có 24 quý có lãi liên tiếp và được Ủy ban Quốc gia về Đảm bảo Chất lượng công nhận là sự lựa chọn cho Kế hoạch Y tế Tốt nhất của Hoa Kỳ trong năm năm liên tiếp.

### Trở lại chính trường
Vào năm 2004, Charline Baker đã tranh cử vào Ủy ban điều hành thị trấn Swampscott, Massachusetts, và giành chiến thắng. Trong thời gian tham gia Ủy ban, ông đã được ghi nhận về cách tiếp cận kinh doanh đối với các vấn đề địa phương. Sau khi kết thúc nhiệm kỳ ba năm, ông quyết định không tái tranh cử vào năm 2007. Vào giữa năm 2005, có dấu hiệu cho thấy Thống đốc Mitt Romney sẽ không tái tranh cử vào năm 2006. Baker được nhiều người coi là ứng cử viên hàng đầu cho sự đề cử của Đảng Cộng hòa. Các nhà phân tích đã viết rằng ông khó có thể đánh bại Phó Thống đốc Kerry Healey, người đã tuyên bố ứng cử. Healey là người được các cử tri Đảng Cộng hòa yêu thích nhất trong cuộc thăm dò ý kiến của tờ Boston Globe và có sự hỗ trợ tài chính mạnh mẽ hơn nhiều. Ông tuyên bố rằng ông sẽ không tranh cử. Cuối năm 2006, Baker được bổ nhiệm vào nhóm công tác Tài chính và Ngân sách cho ủy ban chuyển tiếp của Thống đốc Deval Patrick. Năm 2008, ông tham gia Ban Cố vấn Công của Học viện Chính trị New Hampshire (NHIOP) tại Cao đẳng Saint Anselm.

## Thống đốc Massachusetts

### Tranh cử

#### 2010

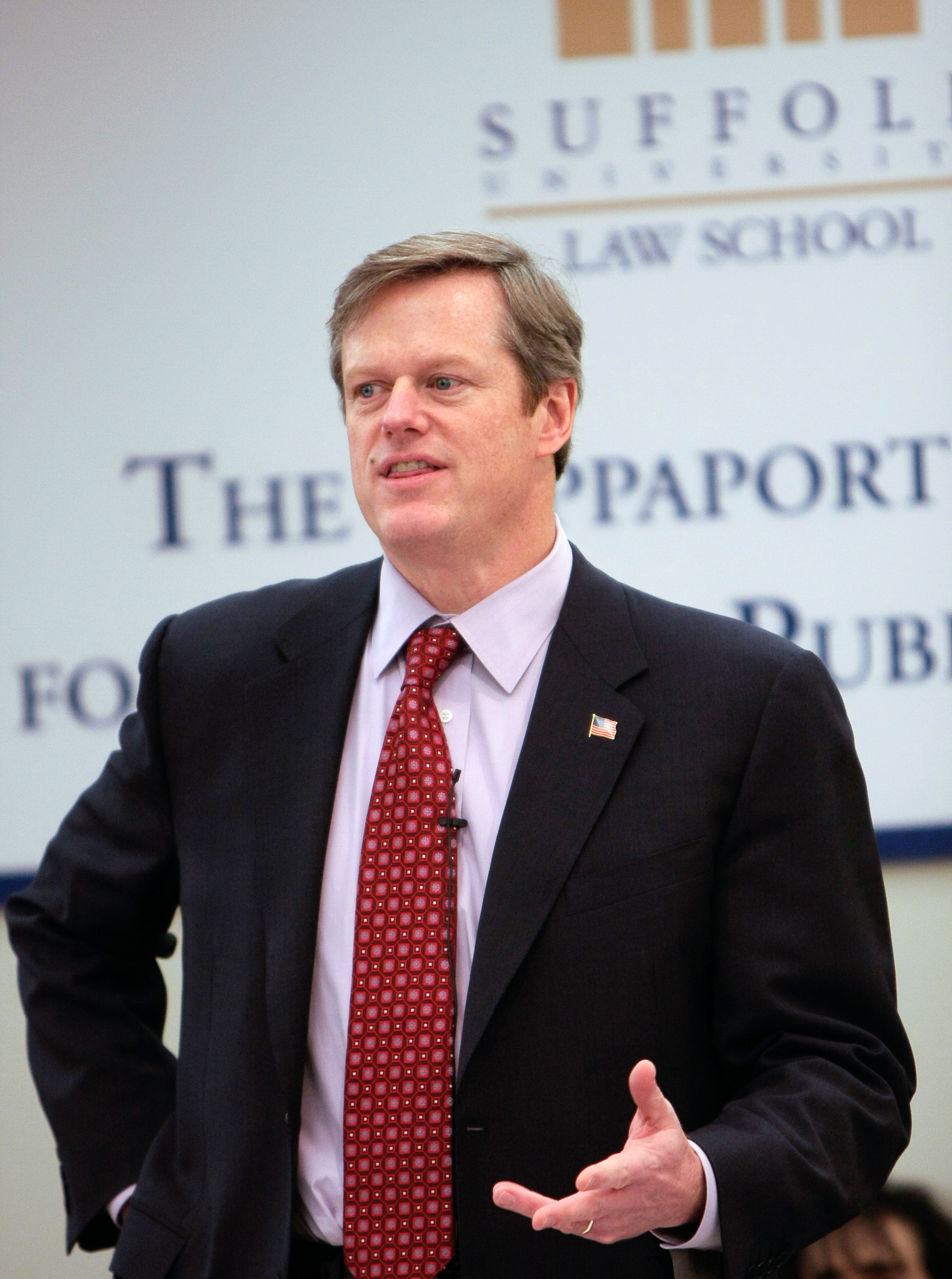
Baker tại Trường Luật Đại học Suffolk vào năm 2010.

Năm 2009, Charlie Baker một lần nữa được đồn đại là một ứng cử viên cho cuộc bầu cử Thống đốc tiểu bang Massachusetts. Cựu Thống đốc Weld rất khuyến khích ông tranh cử, gọi anh ta là trái tim và linh hồn của chính quyền Weld-Cellucci (the heart and soul of the Weld–Cellucci administration). Baker tuyên bố ứng cử và vào ngày 17 tháng 7, ông từ chức tại Harvard Pilgrim Health Care. Chiến dịch của ông chính thức bắt đầu vào ngày 30 tháng 1 năm 2010. Các đối thủ của ông là Deval Patrick đương nhiệm của Đảng Dân chủ, ứng cử viên Đảng Xanh Jill Stein. Đối với người bạn đồng hành đang tranh cử của mình, Baker đã chọn lãnh đạo thiểu số Thượng viện tiểu bang Richard R. Tisei. Tại Đại hội Đảng Cộng hòa cấp bang vào ngày 17 tháng 4 năm 2010, ông đã giành được đề cử của Đảng Cộng hòa trước cựu ứng cử viên Độc lập Christy Mihos với 89% số phiếu đại biểu, do đó tránh được một cuộc chiến sơ bộ với Mihos.
Baker tranh cử với tư cách là một người theo chủ nghĩa tự do xã hội, ủng hộ quyền kết hôn đồng tính và quyền phá thai của phụ nữ, và là một người bảo thủ về tài chính, coi việc tạo việc làm là trọng tâm chính của mình. Chiến dịch của Baker tập trung vào "Baker's Dozen", một kế hoạch phác thảo 13 lĩnh vực cải cách chính quyền tiểu bang, bao gồm củng cố chính phủ, cải cách phúc lợi và tái cơ cấu lương hưu của nhân viên và trợ cấp hưu trí mà Baker tuyên bố sẽ giảm chi tiêu tiểu bang 1,0 tỷ USD. Từng là thành viên của Ủy ban Giáo dục Massachusetts, ông ủng hộ nhiều trường bán công, tin rằng giáo dục là một quyền công dân, ông cũng nhằm mục đích thu hẹp khoảng cách về thành tích giáo dục giữa các học sinh nghèo và dân tộc thiểu số. Trong tổng tuyển cử 2010, ông đã để thua trước Deval Patrick với tỷ lệ 48–42%. Sau đó, ông được bổ nhiệm làm Giám đốc điều hành tại General Catalyst Partners và là thành viên của ban giám đốc tại Tremont Credit Union.

#### 2014
Vào ngày 04 tháng 9 năm 2013, Charlie Baker thông báo rằng ông sẽ tái tranh cử Thống đốc vào năm 2014 khi Thống đốc đương nhiệm Deval Patrick nghỉ hưu. Vào ngày 25 tháng 11 năm 2013, Mark Fisher, một doanh nhân và thành viên phong trào Tiệc Trà tuyên bố rằng ông sẽ tranh cử chống lại Baker trong cuộc bầu cử sơ bộ của Đảng Cộng hòa. Vào tháng 12 năm 2013, Baker đã chọn người đồng hành của mình là Karyn Polito, một người từng phản đối hôn nhân đồng giới chuyển sang ủng hộ bình đẳng hôn nhân. Tại Đại hội Cộng hòa tiểu bang vào ngày 22 tháng 3 năm 2014, Baker nhận được 2.095 phiếu (82,708%) và Fisher 374 (14,765%). Trong cuộc bầu cử sơ bộ ngày 09 tháng 9, Baker đã đánh bại Fisher với 74% phiếu bầu. Trong cuộc tổng tuyển cử Massachusetts 2014, ông đã giành chiến thắng trước ứng cử viên Dân chủ Martha Coakley với tỷ lệ 48,5–46,6%.

#### 2018
Bước vào cuộc bầu cử năm 2018, Charlie Baker liên tục được đánh giá là một trong những Thống đốc được yêu thích nhất trong nước. Trong cuộc tổng tuyển cử, ông phải đối mặt với Jay Gonzalez, một giám đốc điều hành bảo hiểm y tế tư nhân, người cũng phục vụ dưới thời Thống đốc Deval Patrick với tư cách là Giám đốc Hành chính và Tài chính của Massachusetts. Gonzalez bị đánh giá thấp về tên tuổi trong suốt chiến dịch và các cuộc thăm dò cho thấy Baker sẽ nhận được đa số phiếu từ các Đảng viên Đảng Dân chủ đã đăng ký trong tiểu bang. Baker đã tái đắc cử với 67% số phiếu bầu và tổng số phiếu bầu cao nhất trong lịch sử các cuộc bầu cử Thống đốc Massachusetts. Đây cũng là thành tích tốt nhất của một Thống đốc Đảng Cộng hòa Massachusetts kể từ khi Bill Weld tái đắc cử năm 1994.

### Nhiệm kỳ

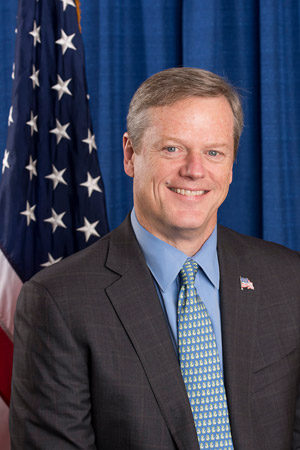
Charlie Baker năm 2015.

Charlie Baker được nhậm chức vào ngày 08 tháng 1 năm 2015, với tư cách là Thống đốc thứ 72 của Massachusetts tại Hội đồng Lập pháp Massachusetts ở Boston. Ông nhậm chức cho nhiệm kỳ thứ hai của mình vào ngày 03 tháng 1 năm 2019, được coi là một Đảng viên Cộng hòa theo chủ nghĩa tự do ôn hòa và là người thường xuyên chỉ trích cựu Tổng thống Donald Trump. Ông ủng hộ cuộc điều tra luận tội Donald Trump bắt đầu vào tháng 9 năm 2019 và cuối cùng chuyển thành cuộc luận tội Trump. Sau cơn bạo loạn ở Điện Capitol của Hoa Kỳ năm 2021, Baker đã kêu gọi Trump bị cách chức. Trong những năm lãnh đạo Massachusetts, ông đã thực hiện nhiều chính sách tiểu bang.

#### Về kinh tế
Vào tháng 1 năm 2015, Charlie Baker đã tái thiết chính phủ tiểu bang, được Phó Thống đốc Massachusetts Karyn Polito chủ trì, tiến hành kết nối trực tiếp hơn với các nhà lãnh đạo chính quyền thành phố, địa phương tiểu bang. Vào tháng 7, ông công bố 26 triệu USD khoản tài trợ của khối phát triển cộng đồng cho 65 thành phố để xây dựng nhà ở, cải thiện cơ sở hạ tầng, phiếu chăm sóc trẻ em và các dịch vụ khác. Chính quyền của Baker thông báo thành lập Hội đồng Kinh tế Cảng biển để tư vấn cho chính quyền trong việc hỗ trợ nền kinh tế hàng hải của bang. Ông đệ trình luật hiện đại hóa tài chính công của thành phố trong bang thông qua một loạt các cải cách quy định. Như một phần trong đề xuất ngân sách của mình cho năm tài chính 2016, Baker đã đề xuất loại bỏ tín dụng thuế ngành công nghiệp điện ảnh của tiểu bang để trả cho việc mở rộng tín dụng thuế thu nhập kiếm được của tiểu bang, và sau đó thông báo rằng tiểu bang đã chấp thuận một gói tín dụng thuế để hỗ trợ một dự án mở rộng của Amazon.com vào Fall River và Freetown. Ông đã ký một lệnh hành pháp bắt đầu xem xét toàn diện tất cả các quy định được thực thi bởi chính quyền tiểu bang.
Về nhà ở: Baker đã công bố một chiến lược tận dụng đất của tiểu bang chưa sử dụng hoặc sử dụng ít để phát triển kinh tế và nhà ở giá cả phải chăng hoặc theo giá thị trường. Ông thông báo rằng chính quyền của ông sẽ dành 1,1 tỷ USD cho việc phát triển và bảo tồn nhà ở giá cả phải chăng và cho lực lượng lao động trong năm năm tiếp theo trong ngân sách vốn của tiểu bang, bắt đầu khoản 100 triệu USD để tạo nhà ở cho lực lượng lao động thông qua MassHousing. Về khoa học: ông thông báo rằng chính quyền của ông sẽ cam kết 50 triệu USD để mở rộng truy cập internet ở vùng nông thôn miền Tây Massachusetts. Ông công bố quan hệ đối tác công tư toàn diện để nâng cao khả năng cạnh tranh của ngành chăm sóc sức khỏe kỹ thuật số của tiểu bang.

#### Về giáo dục
Năm 2016, Charlie Baker phản đối đề xuất đại tu hệ thống trường bán công của bang đang được tranh luận tại Thượng viện Massachusetts, Ông đã phủ quyết việc tăng lương cho giáo viên mầm non, vận động ủng hộ đề xuất luật để nâng mức giới hạn của tiểu bang đối với các trường bán công mới, nhưng không được thông qua, mở rộng chương trình thực tập STEM cho phép học sinh trung học làm việc tại các công ty trong bang. Ông thành lập một ủy ban mới về học tập kỹ thuật số. Ông công bố 5,5 triệu USD tài trợ cho Cao đẳng Cộng đồng Holyoke và Cao đẳng Cộng đồng Kỹ thuật Springfield cho các dự án xây dựng đang diễn ra trong khuôn viên của họ, công bố kế hoạch hoàn thành và khả năng chi trả đại học cho các trường đại học và cao đẳng công lập của bang. Chính quyền của Baker thông báo ý định làm việc với Sở Giáo dục Đại học của bang và hệ thống Đại học Massachusetts để phát triển một chương trình thí điểm nhằm hỗ trợ các chương trình MicroMasters được phát triển bởi nhà cung cấp khóa học trực tuyến mở edX.

## Lịch sử tranh cử
Tính đến 2021, Charlie Baker đã tham gia ba kỳ tổng tuyển cử Thống đốc Massachusetts, ông đã thất bại trong kỳ 2010 và thành công trong hai kỳ 2014 và 2018.
| Tổng tuyển cử Thống đốc Massachusetts 2010 | Tổng tuyển cử Thống đốc Massachusetts 2010 | Tổng tuyển cử Thống đốc Massachusetts 2010 | Tổng tuyển cử Thống đốc Massachusetts 2010 | Tổng tuyển cử Thống đốc Massachusetts 2010 | Tổng tuyển cử Thống đốc Massachusetts 2010 |
| Đảng                                       | Đảng                                       | Ứng cử viên                                | Số phiếu                                   | %                                          | ±                                          |
| ------------------------------------------ | ------------------------------------------ | ------------------------------------------ | ------------------------------------------ | ------------------------------------------ | ------------------------------------------ |
|                                            | Dân chủ                                    | Deval Patrick (đương nhiệm)                | 1.112.283                                  | 48,42                                      | 7,21                                       |
|                                            | Cộng hòa                                   | Charlie Baker                              | 964.866                                    | 42,00                                      | 6,67                                       |
|                                            | Độc lập                                    | Tim Cahill                                 | 184.395                                    | 8,03                                       | 1,06                                       |
|                                            | Tự điền                                    | Tất cả mọi người khác                      | 2.600                                      | 0,11                                       | 0,01                                       |
| Tổng số phiếu                              | Tổng số phiếu                              | Tổng số phiếu                              | 2.297.039                                  |                                            |                                            |
| Tổng số phiếu                              | Tổng số phiếu                              | Tổng số phiếu                              | 2.319.963                                  |                                            |                                            |
| Số đông                                    | Số đông                                    | Số đông                                    | 147.417                                    | 6,41                                       |                                            |
|                                            | Dân chủ Giữ                                | Dân chủ Giữ                                | Chuyển                                     | –13,88                                     |                                            |

| Tổng tuyển cử Thống đốc Massachusetts 2014 | Tổng tuyển cử Thống đốc Massachusetts 2014 | Tổng tuyển cử Thống đốc Massachusetts 2014 | Tổng tuyển cử Thống đốc Massachusetts 2014 | Tổng tuyển cử Thống đốc Massachusetts 2014 | Tổng tuyển cử Thống đốc Massachusetts 2014 |
| Đảng                                       | Đảng                                       | Ứng cử viên                                | Số phiếu                                   | %                                          | ±                                          |
| ------------------------------------------ | ------------------------------------------ | ------------------------------------------ | ------------------------------------------ | ------------------------------------------ | ------------------------------------------ |
|                                            | Cộng hòa                                   | Charlie Baker                              | 1.044.573                                  | 48,39%                                     | +6,39%                                     |
|                                            | Dân chủ                                    | Martha Coakley                             | 1.004.408                                  | 46,54%                                     | -1,88%                                     |
|                                            | Độc lập                                    | Scott Lively                               | 19.378                                     | 0,90%                                      | N/A                                        |
|                                            | Độc lập                                    | Jeff McCormick                             | 16.295                                     | 0,75%                                      | N/A                                        |
| Tổng số phiếu                              | Tổng số phiếu                              | Tổng số phiếu                              | 2.158.326                                  | 100.00%                                    | N/A                                        |
|                                            | Cộng hòa đánh bại Dân chủ                  |                                            |                                            |                                            |                                            |

| Tổng tuyển cử Thống đốc Massachusetts 2018 | Tổng tuyển cử Thống đốc Massachusetts 2018 | Tổng tuyển cử Thống đốc Massachusetts 2018 | Tổng tuyển cử Thống đốc Massachusetts 2018 | Tổng tuyển cử Thống đốc Massachusetts 2018 | Tổng tuyển cử Thống đốc Massachusetts 2018 |
| Đảng                                       | Đảng                                       | Ứng cử viên                                | Số phiếu                                   | %                                          | ±                                          |
| ------------------------------------------ | ------------------------------------------ | ------------------------------------------ | ------------------------------------------ | ------------------------------------------ | ------------------------------------------ |
|                                            | Cộng hòa                                   | Charlie Baker (đương nhiệm)                | 1.781.341                                  | 66,60%                                     | 18,20                                      |
|                                            | Dân chủ                                    | Jay Gonzalez                               | 885.770                                    | 33,12%                                     | 13,42                                      |
| Tổng số phiếu                              | Tổng số phiếu                              | Tổng số phiếu                              | 2.674.615                                  | 100.00%                                    | N/A                                        |
|                                            | Cộng hòa Giữ ghế                           |                                            |                                            |                                            |                                            |

## Đời tư
Charlie Baker kết hôn với Lauren Cardy Schadt, một cựu sinh viên Kellogg vào năm 1987. Schadt đã từng làm trợ lý giám đốc điều hành tài khoản tại một công ty quảng cáo ở New York. Bà là con gái của James P. Schadt, cựu Giám đốc điều hành của Reader's Digest và Cadbury Schweppes Americas Beverage. Họ sống ở Swampscott, Massachusetts, với ba người con là A.J. Baker, Caroline Baker, Charlie Baker. Charlie Baker thỉnh thoảng đưa ý kiến về các đề tài văn hóa đại chúng theo thời gian: vào năm 2015, tạp chí Boston đã viết một bài về sở thích âm nhạc của Thống đốc.